# طواف إسبانيا 1935
طواف إسبانيا 1935 هو سباق دراجات هوائية أقيم بتاريخ 29 أبريل – 15 مايو، تكون السباق من 14 مرحلة وامتدّ لمسافة 3425 كم بسرعة 28.54 كم/س، استغرق السباق 120 ساعة 00 دقيقة 07 ثانية. فاز به البلجيكي غوسطاف دولور.

## الترتيب
| م                     | الدرّاج       | البلد  | الزمن                      |
| --------------------- | ------------ | ------ | -------------------------- |
| الفائز بالترتيب العام | غوسطاف دولور | بلجيكا | 120 ساعة 00 دقيقة 07 ثانية |